# Умиротворителят (филм)
„Умиротворителят“ (на английски: The Pacifier) е американска семейна екшън комедия от 2005 г. на режисьора Адам Шанкман, и участва Вин Дизел. След провалената спасителна мисия, морският пехотинец Шейн Улф е нает като детегледач на семейството на мъртъв мъж. Премиерата на филма е на 4 март 2005 г. от „Уолт Дисни Пикчърс“ и получава негативни отзиви от критиците.